# Alpengarten Patscherkofel
El Jardín Alpino de Patscherkofel ( en alemán : Alpengarten Patscherkofel)  es una zona de naturaleza preservada, jardín botánico, y alpinum.  de 2 hetáreas de extensión que se encuentra en la cima del monte Patscherkofel.
Está administrado por la Universidad de Innsbruck. 
El Alpengarten Patscherkofel es miembro del BGCI, su código de identificación internacional como institución botánica, así como las siglas de su herbario es IB.

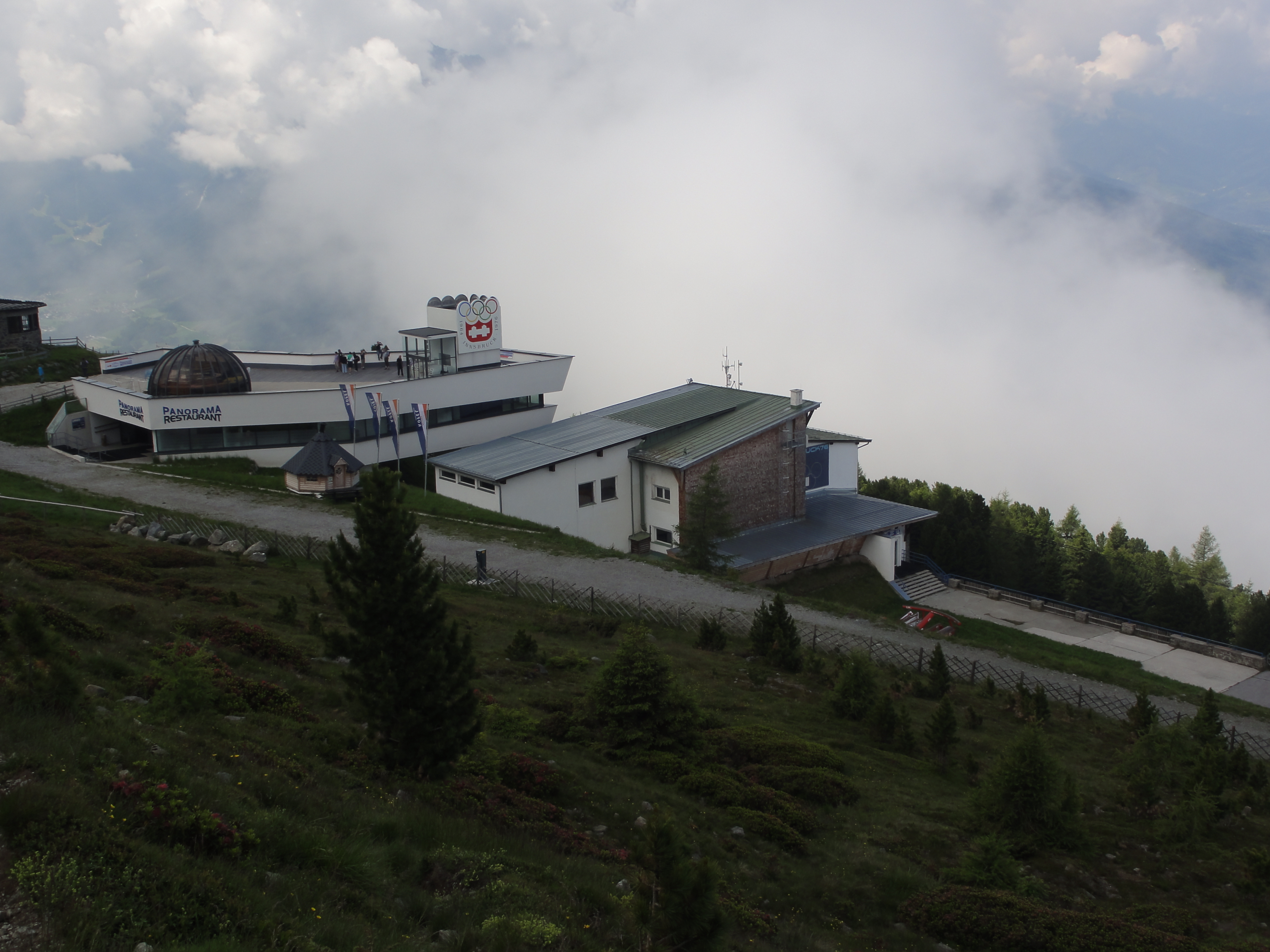
El entorno del teleférico del Patscherkofel.

## Localización
Se ubica en la cumbre del Patscherkofel, a 2200 m s. n. m., junto al teleférico, con unas espléndidas vistas sobre el río Inn.
Botanischer Garten der Universität Innsbruck Sternwartestrasse 15, Innsbruck, Tirol 6020  Österreich-Austria.
Planos y vistas satelitales.47°12′32″N 11°27′39″E / 47.20889, 11.46083
El jardín se encuentra abierto a diario de junio a septiembre con entrada gratuita.

## Historia
El jardín botánico fue creado en 1930, cuando fue delimitado y vallado el terreno en la cumbre del Mt. Patscherkofel.
La posición favorable del jardín, situada dentro de la línea arbolada, permite mostrar diversas comunidades de planta naturales de la región alpina. 

## Colecciones

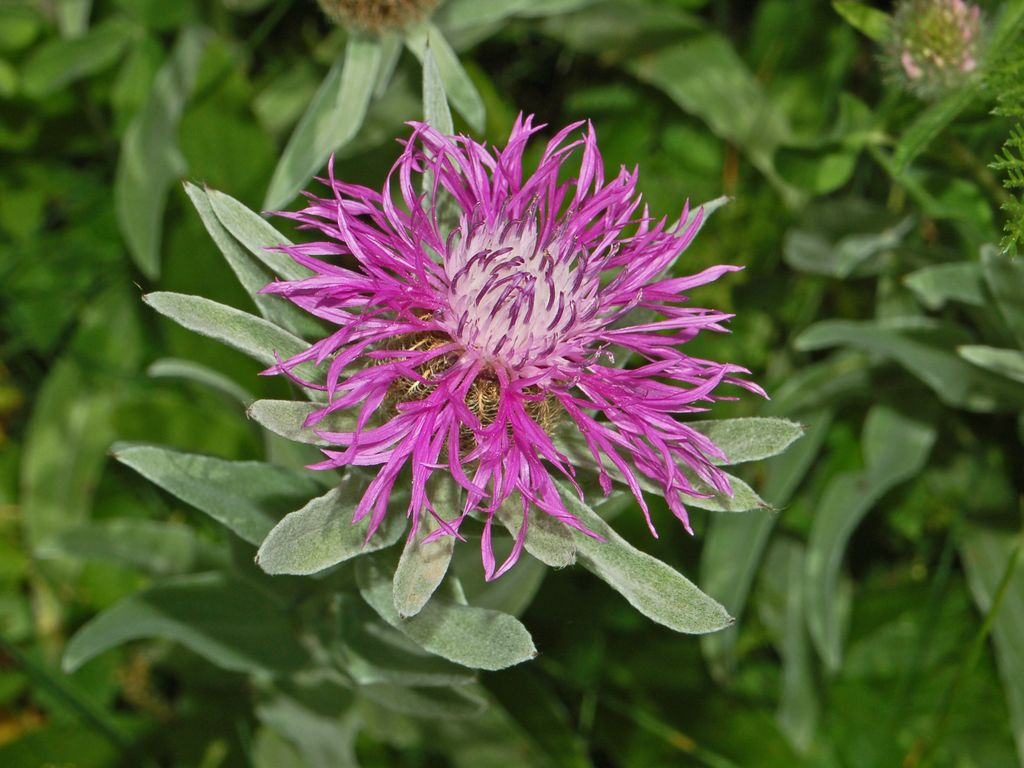
Centaurea uniflora planta endémica de los Alpes occidentales.

Actualmente el alpinum alberga una colección de plantas alpinas organizadas en las siguientes secciones:
- Vegetación de pantalla y de roquedos, normalmente plantas de hábitos redondeados como un cojín para protegerse de la nieve y las partículas de hielo que los fuertes vientos infligen durante el invierno o la sequía en el verano. Las semillas de estas plantas han sido recogidas en sus hábitat naturales. Entre sus especies , Pulsatilla halleri, Gentiana acaulis, Dracocephalum ruyschiana, Saxifraga oppositifolia, Linaria alpina, Hymenoxys grandiflorus, Silene acaulis, Rhodiola rosea.
- Comunidades de Arbustos enanos, plantas que se encuentra por encima de la línea arbolada que aguentan temperaturas entre los + 45 °C y los -40 °C sin cubierta protectora de nieve, y predominantemente es Rhododendron ferrugineum, asociado a Vaccinuim myrtillus, Vaccinium vitis- idea, Vaccinium uliginosum, Empetrum hermaphroditum, Loiseleuria procumbens, Clematis alpina.
- Bosque de la Línea Arbolada, con especímenes de Pinus cembra, Larix europea, Picea abies, Sorbus aucuparia.
- Prados Alpinos de Altura, que consisten en plantas perennes de tipo herbáceo resistentes al medio que se van desarrollando verano tras verano en el mismo lugar así Leuzea rhapontica, Senecio sp., Cirsium sp., Aconitum napellus, Gentiana lutea, Gentiana purpurea, Epilobium angustifolium, Delphinium elatum, Rumex alpinus, Pedicularis sp., Aconitum apellus, Cicerbita alpina, Pedicularis foliosa, Delphinium elatum.
- La vieja rocalla, se encuentra enfrente de la sección de las plantas perennes y alberga plantas sobrevivientes a un cultivo intensivo anterior que han sobrevivido a más de 20 años sin cultivo en esta zona especialmente cálida y libre tempranamente de nieves. Podemos observar la Centaurea uniflora que solamente se desarrolla en los Alpes occidentales, Campanula thyrsoides, Phyteuma hemisphaericum, Vitaliana primuliflora, Gentiana verna, Hieracium intybaceum